# 縁溝
縁溝（えんこう、英: Marginal sulcus）は、頭頂葉の内側面にある脳溝。帯状溝の一部で、中心傍小葉と楔前部に隣接している。縁溝は"帯状溝辺縁枝"、"帯状溝の辺縁部" (marginal part of the cingulate sulcus) とも呼ばれる。

## 画像

縁溝の位置を色々な角度から見た動画。